# Émile Cambré
Emile Cambré, né le 13 juin 1948 à Noorderwijk,, est un coureur cycliste belge, actif durant les années 1960 et 1970.

## Biographie
Chez les amateurs, Emile Cambré devient notamment champion de Belgique du contre-la-montre par équipes. Il passe ensuite professionnel en juillet 1969 et le reste jusqu'en 1973. Durant cette période, il remporte une étape du Tour de Sardaigne ainsi qu'une édition du Grand Prix de Wallonie. Il obtient également diverses places d'honneur sur des étapes du Tour d'Espagne en 1972.  

## Palmarès

### Palmarès amateur
- 1966
  -  Champion de Belgique interclubs
- 1967
  - Bruxelles-Opwijk
- 1968
  - 2e du championnat de Belgique militaires sur route
  - 3e de la Flèche ardennaise
- 1969
  -  Champion de Belgique du contre-la-montre par équipes amateurs
  - Circuit Het Volk espoirs
  - Course des chats
  - 3e de la Flèche ardennaise
  - 3e de Courtrai-Gammerages

### Palmarès professionnel
- 1970
  - 5eb étape du Tour de Sardaigne
  - 3e du Tour du Condroz
- 1971
  - 3e du Circuit de Flandre centrale
- 1972
  - Grand Prix de Wallonie
  - Circuit de Niel
- 1973
  - 2e de Harelbeke-Poperinge-Harelbeke

## Résultats sur les grands tours

### Tour d'Italie
1 participation
- 1970 : abandon

### Tour d'Espagne
1 participation
- 1972 : abandon (10e étape)